# 2023-24년 AFC컵
2023-24년 AFC컵은 2023년과 2024년에 개최될 20번째 AFC 챔피언스리그 투로 이 대회에서 우승한 팀은 2024-25년 AFC 챔피언스리그 엘리트에 참가하지 못하는 경우에 플레이오프에 진출할 자격을 얻게 된다.

## 참가권 배정
랭킹 선별 기준은 최근 4년간 각 국가의 구단들의 대륙 대회 성적을 토대로 정해진다. 2021년과 2022년의 AFC 대회는 AFC 클럽 랭킹을 기조로 하였다.
- 협회들은 다섯 지역으로 나뉘어 참가하게 된다.
  - 서아시아 지역에서는 서아시아 축구 연맹(WAFF) 소속 12개 국가축구협회들이 참여하게 된다.
  - 남아시아 지역에서는 남아시아 축구 연맹(SAFF) 소속 7개 국가축구협회들이 참여하게 된다.
  - 중앙아시아 지역에서는 중앙아시아 축구 연맹(CAFA) 소속 6개 국가축구협회들이 참여하게 된다.
  - 동남아시아 지역에서는 아세안 축구 연맹(AFF) 소속 12개 국가축구협회들이 참여하게 된다.
  - 동아시아 지역에서는 동아시아 축구 연맹(EAFF) 소속 9개 국가축구협회들이 참여하게 된다.
- AFC 챔피언스리그 참가 배정으로 서부 지역(서아시아, 남아시아, 중앙아시아), 동부 지역(동남아시아, 동아시아) 각각 상위 5개 협회를 제외한 나머지 협회 소속의 클럽들은 AFC컵에 참가가 가능하다.
- AFC 챔피언스리그 예선 플레이오프에서 탈락한 6위, 11위, 12위 협회 소속의 클럽은 AFC컵 조별 예선에 진출하게 된다. 아래 규칙들이 적용된다.:
  - 서부지역, 동부지역 각 6위 협회 소속의 팀이 AFC 챔피언스 리그 예선 플레이오프 탈락 시, 해당 팀은 AFC컵 조별 예선에 진출한다.
  - 위에 명시된 팀이 AFC 챔피언스리그 본선에 진출할 경우, 해당 협회의 소속 리그에 대기 우선 순위가 높은 팀이 AFC컵 본선에 진출하게 된다.
  - AFC 챔피언스리그 우승팀과 AFC컵 우승팀은 해당되지 않는다.
- 서아시아 지역과 동남아시아 지역은 각 지역별로 9팀이 본선에 직행하고 나머지 3장은 플레이오프를 통해서 정하게 된다.
  - 해당 지역 1~3위 협회는 2장의 본선 직행 티켓을 배정 받는다.
  - 해당 지역 4~6위 협회는 1장의 본선 직행 티켓과 1장의 플레이오프 티켓을 배정 받는다.
  - 해당 지역 7위 이하 협회는 1장의 플레이오프 티켓을 배정 받는다.
  - 해당 지역에 서부 지역 또는 동부 지역 6위 협회가 있으면, 10팀이 본선에 직행하고 플레이오프로 올라올 팀은 2팀이 된다.
- 남아시아 지역, 중앙아시아 지역, 동아시아 지역은 각 지역별로 3팀이 본선에 직행하고 나머지 1장은 플레이오프를 통해서 정하게 된다.
  - 해당 지역 1~3위 협회는 1장의 본선 직행 티켓과 1장의 플레이오프 티켓을 배정 받는다.
  - 해당 지역 4위 이하 협회는 1장의 플레이오프 티켓을 배정 받는다.
  - 해당 지역에 서부 지역 또는 동부 지역 6위 협회가 있으면, 4팀이 본선에 직행하고 해당 지역에 동등한 기회를 주기 위해 1개의 조가 추가 편성 되고 플레이오프를 통해서 4팀을 정한다.
  - 해당 지역에 최소 7팀의 플레이오프 참가 팀이 있을 경우, 5팀이 본선에 진출할 수 있게 되며 마찬가지로 1개의 조가 추가 편성이 된다.
- 만약 협회가 AFC컵 조건 충족 되지 않으면, 모든 본선 직행 티켓은 플레이오프 티켓으로 전환된다. 그리고 포기된 본선 직행 티켓은 아래 기준에 의해 최상위 적절한 국가축구협회에게 재배분된다 아래 규칙들이 적용된다.:
  - 각 협회의 AFC컵 참가하는 팀은 최대 2팀이다.
  - 만약 추가 본선 직행 티켓을 획득하면, 하나의 플레이오프 티켓은 재분배 하지 아니한다.
- 하나의 협회가 가질 수 있는 티켓의 최대 개수는, 최상위 리그 참가 팀 수의 1/3 수와 같다.
- 만약 AFC 클럽 면허 소지 팀 누구라도 AFC 챔피언스리그 참가 거부하면, 해당 자리는 취소되며 재배분되지 아니한다.

## 조별 리그

### A조 (중동)
| 팀               | 경기 | 승 | 무 | 패 | 득 | 실 | 차 | 승점 |
| ---------------- | ---- | -- | -- | -- | -- | -- | -- | ---- |
| 알 아헤드        |      |    |    |    |    |    |    |      |
| 알 포투와        |      |    |    |    |    |    |    |      |
| 자발 알 무카베르 |      |    |    |    |    |    |    |      |
| 알 나다          |      |    |    |    |    |    |    |      |

|                  | ? | ? | ? | ? |
| ---------------- | - | - | - | - |
| 알 아헤드        |   | - | - | - |
| 알 포투와        | - |   | - | - |
| 자발 알 무카베르 | - | - |   | - |
| 알 나다          | - | - | - |   |

### B조 (중동)
| 팀                          | 경기 | 승 | 무 | 패 | 득 | 실 | 차 | 승점 |
| --------------------------- | ---- | -- | -- | -- | -- | -- | -- | ---- |
| 알 웨흐닷                   |      |    |    |    |    |    |    |      |
| 쿠웨이트 SC                 |      |    |    |    |    |    |    |      |
| 알 카라바                   |      |    |    |    |    |    |    |      |
| 알레포의 알 이티하드 아흘리 |      |    |    |    |    |    |    |      |

|                             | ? | ? | ? | ? |
| --------------------------- | - | - | - | - |
| 알 웨흐닷                   |   | - | - | - |
| 쿠웨이트 SC                 | - |   | - | - |
| 알 카라바                   | - | - |   | - |
| 알레포의 알 이티하드 아흘리 | - | - | - |   |

### C조 (중동)
| 팀        | 경기 | 승 | 무 | 패 | 득 | 실 | 차 | 승점 |
| --------- | ---- | -- | -- | -- | -- | -- | -- | ---- |
| 알 조라   |      |    |    |    |    |    |    |      |
| 알 리파   |      |    |    |    |    |    |    |      |
| 네지메    |      |    |    |    |    |    |    |      |
| 알 아라비 |      |    |    |    |    |    |    |      |

|           | ? | ? | ? | ? |
| --------- | - | - | - | - |
| 알 조라   |   | - | - | - |
| 알 리파   | - |   | - | - |
| 네지메    | - | - |   | - |
| 알 아라비 | - | - | - |   |

### D조 (남아시아)
| 팀                           | 경기 | 승 | 무 | 패 | 득 | 실 | 차 | 승점 |
| ---------------------------- | ---- | -- | -- | -- | -- | -- | -- | ---- |
| 오디샤                       |      |    |    |    |    |    |    |      |
| 바슌다라 킹스                |      |    |    |    |    |    |    |      |
| 마지야 스포츠 & 레크리에이션 |      |    |    |    |    |    |    |      |
| 모훈 바간 수퍼자이언트       |      |    |    |    |    |    |    |      |

|                              | ? | ? | ? | ? |
| ---------------------------- | - | - | - | - |
| 오디샤                       |   | - | - | - |
| 바슌다라 킹스                | - |   | - | - |
| 마지야 스포츠 & 레크리에이션 | - | - |   | - |
| 모훈 바간 수퍼자이언트       | - | - | - |   |

### E조 (중앙아시아)
| 팀            | 경기 | 승 | 무 | 패 | 득 | 실 | 차 | 승점 |
| ------------- | ---- | -- | -- | -- | -- | -- | -- | ---- |
| FC 라브샨     |      |    |    |    |    |    |    |      |
| 알튼 아스르   |      |    |    |    |    |    |    |      |
| 아브디슨-아타 |      |    |    |    |    |    |    |      |
| FC 메르브     |      |    |    |    |    |    |    |      |

|               | ? | ? | ? | ? |
| ------------- | - | - | - | - |
| FC 라브샨     |   | - | - | - |
| 알튼 아스르   | - |   | - | - |
| 아브디슨-아타 | - | - |   | - |
| FC 메르브     | - | - | - |   |

### F조 (동남아시아)
| 팀                 | 경기 | 승 | 무 | 패 | 득 | 실 | 차 | 승점 |
| ------------------ | ---- | -- | -- | -- | -- | -- | -- | ---- |
| 다이내믹 허브 세부 |      |    |    |    |    |    |    |      |
| 매카서 FC          |      |    |    |    |    |    |    |      |
| 샨 유나이티드      |      |    |    |    |    |    |    |      |
| 프놈펜 크라운      |      |    |    |    |    |    |    |      |

|                    | ? | ? | ? | ? |
| ------------------ | - | - | - | - |
| 다이내믹 허브 세부 |   | - | - | - |
| 매카서 FC          | - |   | - | - |
| 샨 유나이티드      | - | - |   | - |
| 프놈펜 크라운      | - | - | - |   |

### G조 (동남아시아)
| 팀                    | 경기 | 승 | 무 | 패 | 득 | 실 | 차 | 승점 |
| --------------------- | ---- | -- | -- | -- | -- | -- | -- | ---- |
| 테렝가누              |      |    |    |    |    |    |    |      |
| 발리 유나이티드       |      |    |    |    |    |    |    |      |
| 스탤리언 라구나       |      |    |    |    |    |    |    |      |
| 센트럴코스트 매리너스 |      |    |    |    |    |    |    |      |

|                       | ? | ? | ? | ? |
| --------------------- | - | - | - | - |
| 테렝가누              |   | - | - | - |
| 발리 유나이티드       | - |   | - | - |
| 스탤리언 라구나       | - | - |   | - |
| 센트럴코스트 매리너스 | - | - | - |   |

### H조 (동남아시아)
| 팀                | 경기 | 승 | 무 | 패 | 득 | 실 | 차 | 승점 |
| ----------------- | ---- | -- | -- | -- | -- | -- | -- | ---- |
| 하이퐁 FC         |      |    |    |    |    |    |    |      |
| 호우강 유나이티드 |      |    |    |    |    |    |    |      |
| 사바 FC           |      |    |    |    |    |    |    |      |
| PSM 마카사르      |      |    |    |    |    |    |    |      |

|                   | ? | ? | ? | ? |
| ----------------- | - | - | - | - |
| 하이퐁 FC         |   | - | - | - |
| 호우강 유나이티드 | - |   | - | - |
| 사바 FC           | - | - |   | - |
| PSM 마카사르      | - | - | - |   |

### I조 (동북아시아)
| 팀            | 경기 | 승 | 무 | 패 | 득 | 실 | 차 | 승점 |
| ------------- | ---- | -- | -- | -- | -- | -- | -- | ---- |
| CPK           |      |    |    |    |    |    |    |      |
| 타이난 시티   |      |    |    |    |    |    |    |      |
| FC 울란바토르 |      |    |    |    |    |    |    |      |
| 타이충 푸투로 |      |    |    |    |    |    |    |      |

|               | ? | ? | ? | ? |
| ------------- | - | - | - | - |
| CPK           |   | - | - | - |
| 타이난 시티   | - |   | - | - |
| FC 울란바토르 | - | - |   | - |
| 타이충 푸투로 | - | - | - |   |

## 같이 보기
- 2023-24년 AFC 챔피언스리그